# Wing wave coaching
Wingwave coaching — это один из эффективных методов в коучинге (coaching), который предполагает глубокую и экологичную проработку задачи клиента. 
Wingwave coaching — интегративный нейропсихологический метод, направленный на работу с деструктивными эмоциональными состояниями, которые препятствуют достижению целей клиентов.
В работе методом wingwave coaching задействуют наиболее укорененные эмоциональные пласты, связанные со стрессовыми и травматическими переживаниями, убеждениями и моделями поведения, которые утратили свою эффективность с точки зрения самореализации индивидуума.
Аналогично эффекту бабочки wing wave (перевод "взмах крыла") небольшим усилием помогает создать мощный результат для клиентов коуча. 
Метафора с бабочкой происходит из теории хаоса Эдварда Н. Лоренца (Edward N. Lorenz). По смыслу она означает, что взмах крыльев бабочки на одной стороне Земного шара может изменить погоду на другой. И точно так же, такие «маленькие» импульсы, которые при быстром движении глаз создают мгновенные зрительные образы, могут вызывать значительные и позитивные изменения в мире переживаний и поведения человека. Эти движения, которые с помощью целенаправленных интервенций могут раскрыть внутренний потенциал клиентов, называются эмоциями.
Wingwave coaching разработан известными немецкими лицензированными психотерапевтами и бизнес-тренерами, основателями Института Бессер-Зигмунд в Гамбурге, Корой Бессер-Зигмунд и Гарри Зигмундом в 1990 г.
Этот метод практикуется коучами Европейской Ассоциации Коучинга (ЕСА), действующей с 1994 года и объединяющей более 20 стран.
В основе wingwave coaching несколько всемирно известных и зарекомендовавших себя, признанных инструментов. 
Концептуально объединяя в себе три базовых компонента, каждый из которых показал высокую практическую эффективность, этот метод позволяет довольно быстро выявить проблему и решить ее ровно на том уровне, где она возникла. Сам по себе такой подход предполагает очень интенсивный процесс внутренней проработки задачи клиентом, и в то же время значительный и продолжительный результат.
Основные инструменты в wingwave:
1. Кинезиологический О-кольцевой тест Омуры (миостатический тест) - диагностический инструмент для оценки уровня стресса. Данный инструмент с помощью контроля над мышечным напряжением клиента позволяет оценивать его готовность к изменениям, а также эффективность работы коуча. В основе исследования лежит простой принцип: тело не обманывает. Если мышцы слабеют, значит, в действительности человек по-прежнему не свободен от негативных переживаний. Тонус же подтверждает: проблема решена.
2. Билатеральная стимуляция функциональной активности полушарий головного мозга (Десенсибилизация и переработка движением глаз (EMDR)) - применяется для лечения посттравматических стрессовых расстройств, снимает психологические блоки.

Проводится по методу EMDR (Eye Movement Desensitization and Reprocessing — десенсибилизация и переработка движением глаз).
Впервые американский психотерапевт Фрэнсин Шапиро использовала его для лечения посттравматических стрессовых расстройств.
EMDR снимает глубочайшие психологические блоки как по щелчку, буквально: клиент следит за движением пальцев коуча.
Таким образом моделируется REM-фаза (Rapid Eye Movement — быстрое движение глаз) — фаза быстрого сна, характеризующаяся повышенной активностью головного мозга. В результате, будучи в полном сознании, клиент добирается до своего бессознательного и раскладывает эмоции прошлого по местам — так, чтобы они уже никогда не мешали ему в настоящем и будущем.
3. Элементы нейролингвистического программирования - позволяют свести все эффекты воедино и выстроить результативный диалог с клиентом.
Wingwave coaching применяется для управления стрессом, работы с психологическими травмами, в качестве коучинга высоких достижений, трансформации негативных установок.

Метод wingwave стал предметом двух университетских исследований.
В  2005 году в Гамбургском университете Надия Фриче (Nadia Fritsche) в рамках дипломной работы по психологии провела первое исследование комбинации методов wingwave, применявшейся для преодоления страха перед экзаменами. Участниками исследования стали 13 студентов и артистов. Они подвергались тестированию до и после экзамена и, соответственно, выступления сначала без применения коучинга. Затем с тестируемыми провели в среднем по два часа wingwave-коучинга. Полученные после коучинга статистические результаты со всей очевидностью свидетельствуют о значительном улучшении показателей во время второго испытания и о том, что эти улучшения оказались стабильными.
Источник: Fritsche, Nadia (2007): „wingwave – эмпирическая проверка метода на студентах, испытывающих боязнь перед экзаменами, и актерах, волнующихся перед выступлениями,  дипломная работа на кафедре психологии Гамбургского университета, с.46.
В рамках сотрудничества с Медицинским институтом Ганновера осенью 2006 года под научным руководством профессора Мари-Луизе Диркс (Marie-Luise Dierks) было проведено еще одно исследование по теме применения метода  wingwave при работе со страхом перед публичными выступлениями и волнением перед выходом на сцену. В этом исследовании также был подтвержден долгосрочный эффект коучинга. Результаты исследовательского проекта были опубликованы в 2010 году в переиздании первой книги о методе  wingwave  „Wingwave – wie der Flügelschlag eines Schmetterlings“ (wingwave – как взмах крыла бабочки). В главе «wingwave на испытательном стенде науки – превратить стресс перед выступлением в удовольствие от выступления?» Мария-Луиза Диркс пишет о том, что по сравнению с другими методами преодоления страха публичных выступлений wingwave обеспечивает формирование стабильных позитивных эмоций, таких как решимость, радостное ожидание, удовольствие и уверенность.
Источник: Бессер-Зигмунд, Кора / Зигмунд, Харри (2010): wingwave-Coaching: wie der Flügelschlag eines Schmetterlings. Переработанное и расширенное издание "EMDR im Coaching" («EMDR в коучинге»). С wingwave-CD, Издательство Junfermann, Падерборн, с. 140. 
В самом Институте Бессер-Зигмунд (Besser-Siegmund-Institut) в 2004 году был проведен анализ результатов 871 клиента по стандартным документам 23 коучей. Согласно этим данным 70% клиентов достигли своих первоначально определенных целей в среднем после 4 часов wingwave-коучинга, достигнутый эффект сохранялся более чем у 70 % из них дольше полугода.
Важной областью применения wingwave-коучинга в профессиональном спорте является работа со спортсменами после получения травм, т.к. зачастую спортсмены, несмотря на полное физическое исцеление, не могут обрести прежнюю спортивную форму. В таких случаях травмы сохраняются «в памяти боли» как запечатление действия стресса, что блокирует исцеление травмы на ментальном уровне.
Тема «Применение wingwave-коучинга после спортивных травм» в настоящее время изучается в Немецком институте спорта в Кельне, есть пять работ на степень бакалавра по темам «Метод wingwave для точности семиметровых бросков в гандболе» и «Метод wingwave для психической реабилитации после спортивных травм»: 
Grimberg Maria (2013): Der Einsatz der wingwave-Methode zur Steigerung der objektiven Leistung und Verbesserung des subjektiven Wohlbefindens beim 5.000m-Lauf. Bachelorarbeit, Deutsche Sporthochschule Köln. (Гримберг, Мария: Применение метода wingwave для повышения объективных достижений и улучшения субъективного самочувствия в беге на 5000 метров. Работа на степень бакалавра, Немецкий институт спорта, Кельн).
Kutscha, Dominik (2012): Der Einsatz der wingwave-Methode nach Sportverletzungen eine Nachfolgeuntersuchung, AV Akademikerverlag, Saarbrücken (Куча, Доминик: Применение метода wingwave после спортивных травм, исследование результатов. AV Akademikerverlag, Саарбрюкен).  
Nasse, Alexandra Frederike (2013): Der Einsatz der wingwave-Musik bei körperlicher Aktivität hinsichtlich objektiver sowie subjektiver Belastungsparameter, Bachelorarbeit, Deutsche Sporthochschule Köln, Köln (Нассе, Александра Фредерике: Использование  wingwave-музыки при физической активности с точки зрения объективных и субъективных параметров нагрузки. Работа на степень бакалавра, Немецкий институт спорта, Кельн). 
Ponsar, Carsten (2010): Der Siebenmeterstrafwurf im Handball – Vergleich verschiedener Interventions- und Trainingsprogramme. Bachelorarbeit, Deutsche Sporthochschule Köln (Понсар, Карстен: Семиметровый штрафной бросок в гандболе – сравнение различных программ вмешательства и тренировок. Работа на степень бакалавра, Немецкий институт спорта, Кельн). 
Schellewald, Vera (2010): Der Einsatz der wingwave-Methode zur psychischen Rehabilitation nach Sportverletzungen. Bachelorarbeit, Deutsche Sporthochschule Köln (Шеллевальд, Вера: Применение метода wingwave для психической реабилитации после спортивных травм. Работа на степень бакалавра, Немецкий институт спорта, Кельн). 
Члены и спонсоры Общества «Моменты проторения пути» e.V. (www.bahnungsmomente.de) 